# Оромо (народ)
Вижте пояснителната страница за други значения на Оромо.
Оромите са народ населяващ главно Етиопия и Кения, те съставляват 32,1% от населението на Етиопия.

## Общи данни
Езикът Оромо принадлежи към кушитския клон на афразийското езиково семейство. Дели се на много различни диалекти. От 1991 г. Оромо се пише на латински, преди това се използва етиопската азбука.
Оромо са разделени на регионални и племенни групи: Централна Етиопия – Тулама, Западна Етиопия – меха, Югоизточна Етиопия – арси, итту, котту, поле, джарсо, ала, бабиле и други, Южна Етиопия – борана, Северна Етиопия – азебу, райя, воло. В Кения има Гуджи, част от Борана (номадски скотовъдци), както и Оромо (фермери от долината на река Тана, смесени с Банту) и скитници ловци на вату.
Повече от половината от оромо са мюсюлмани сунити, има християни (миафизти, лутерани, католици). Традиционните вярвания и култове също са широко разпространени: анимизмът, култът към прародителя Оромо, пророк Аба Муда, небесният бог Хуака, божествата на земята.

## История
Оромо започва да се заселва в земите на Етиопия и северна Кения много преди XVI век. Масовото мигриране на номадски скотовъци-оромо от Африканския рог в Етиопия започва едва през 20-те години на XVI век. От 60-те години на XVI век миграцията става много интензивна и се осъществява в три посоки: на север, североизток и запад. По това време Оромо са част от много племена, които са хомогенни в културно отношение и съставляват една културна общност. Племената Оромо образуват два големи съюза от племена, Баратум и Боран. Местното население рядко оказвало съпротива, като правило жителите се опитвали да намерят убежище на труднодостъпни места и оставали там след завземането на земята им от племената Оромо. По-голямата част от населението на окупираните територии е било или физически унищожено или асимилирано. Адаптирани млади мъже от местното население са включвани в системата на възрастовата класа на Оромо, но получават различен социален статус. Когато Оромо задържа незначителни не-асимилирани групи от местното население, те се превръщат в ендогамни групи, отношенията с които варират от военни сблъсъци до взаимноизгодни контакти. Районите на заселване са разнородни. Оромо попада в различни екологични условия и влизат в контакт с различни етнически групи. В някои случаи самите Оромо са асимилирани.
В резултат на това миграцията на Оромо довежда до разпадането на културно хомогенната етническа група. В резултат на процесите, причинени от миграцията, структурата на социалното взаимодействие на някои бивши общности (Боран) е изчезнала. Те са заменени от нови общности, образувани въз основа на единството на социалната практика между териториалните групи на Оромо. Част от тях са имали ислямски държави: Вало, Джима, Лиму, Гумо, Гома, Гера. През 18 и 19 век Оромо са наети да служат на етиопските владетели и те доминират над етиопската армия, докато благородството Оромо играе важна политическа роля.
През втората половина на 19 век почти всички земи на Оромо са принудително присъединени към Етиопия. До средата на 70-те години официалната политика на етиопското правителство е принудителната амаризация и християнизация на населението, което довежда до засилване на процесите на етническа консолидация. Отделни териториални групи на Оромо (в районите Воло, Бегемдир, Годжам, Адис Абеба и др.) са асимилирани от Амхара, а в граничните югоизточни райони – от сомалийците.